# Claudio Morganti
Claudio Morganti est un ancien député européen italien né le 14 avril 1973 à Prato. Il est membre du mouvement Io Cambio après avoir été exclu de la Ligue du Nord en avril 2013.

## Biographie
Il a été élu député européen lors des élections européennes de 2009 dans la circonscription de l'Italie centrale avec l'étiquette de la Ligue du Nord.
Au cours de la 7e législature, il siège au sein du groupe Europe libertés démocratie. Il est membre de la commission des budgets.
Se présentant avec la liste Io cambio, il est battu lors des élections européennes de 2014.